# Skisprung-Weltcup 1992/93
Der Skisprung-Weltcup 1992/93 (offizieller Name: FIS Weltcup Skispringen 1992/1993) war eine vom Weltskiverband FIS zwischen dem 5. Dezember 1992 und dem 28. März 1993 an 15 verschiedenen Orten in Europa und Asien ausgetragene Wettkampfserie im Skispringen. Ursprünglich war die Durchführung von 21 Einzelwettbewerben und zwei Teamwettbewerben geplant. Vier Einzelwettbewerbe mussten ersatzlos abgesagt werden, sodass 17 Einzelwettbewerbe und zwei Teamwettbewerbe in die Wertung eingingen. Den Sieg in der Gesamtwertung errang in dieser Saison der Österreicher Andreas Goldberger, auf dem zweiten und dritten Platz folgten der Tscheche Jaroslav Sakala und der Japaner Noriaki Kasai. Der finnische Titelverteidiger Toni Nieminen belegte den 50. Platz.  Die Skiflug-Wertung gewann der Tscheche Jaroslav Sakala vor dem Franzosen Didier Mollard und Andreas Goldberger. Der österreichische Titelverteidiger in dieser Disziplin, Werner Rathmayr, belegte den sechsten Platz. Die Nationenwertung gewann Titelverteidiger Österreich vor Japan und Norwegen.

## Ergebnisse und Wertungen

### Weltcup-Übersicht
| Datum                                                                   | Austragungsort           | Schanze                        | Bemerkung              | Sieger                                                                       | Zweiter                                                               | Dritter                                                        |
| ----------------------------------------------------------------------- | ------------------------ | ------------------------------ | ---------------------- | ---------------------------------------------------------------------------- | --------------------------------------------------------------------- | -------------------------------------------------------------- |
| 05.12.1992                                                              | Falun                    | Lugnet-Schanze K115            |                        | Werner Rathmayr                                                              | Urban Franc                                                           | Heinz Kuttin                                                   |
| 06.12.1992                                                              | Falun                    | Lugnet-Schanze K115            |                        | Werner Rathmayr                                                              | Lasse Ottesen Andreas Goldberger                                      |                                                                |
| 13.12.1992                                                              | Ruhpolding               | Große Zirmbergschanze K107     |                        | Stephan Zünd                                                                 | Werner Rathmayr                                                       | Didier Mollard                                                 |
| 19.12.1992                                                              | Sapporo                  | Miyanomori-Schanze K90         |                        | Martin Höllwarth                                                             | Werner Rathmayr                                                       | Steve Delaup                                                   |
| 20.12.1992                                                              | Sapporo                  | Ōkurayama-Schanze K115         |                        | Akira Higashi                                                                | Werner Rathmayr                                                       | Bjørn Myrbakken                                                |
| Vierschanzentournee 1992/93:                                            |                          |                                |                        |                                                                              |                                                                       |                                                                |
| 30.12.1992                                                              | Oberstdorf               | Schattenbergschanze K115       |                        | Christof Duffner                                                             | Andreas Goldberger                                                    | Noriaki Kasai                                                  |
| 01.01.1993                                                              | Garmisch-Part.           | Große Olympiaschanze K107      |                        | Noriaki Kasai                                                                | Jens Weißflog                                                         | Andreas Goldberger                                             |
| 03.01.1993                                                              | Innsbruck                | Bergiselschanze K109           |                        | Andreas Goldberger                                                           | Jaroslav Sakala                                                       | Noriaki Kasai                                                  |
| 06.01.1993                                                              | Bischofshofen            | Paul-Außerleitner-Schanze K120 |                        | Andreas Goldberger                                                           | Noriaki Kasai                                                         | Didier Mollard                                                 |
| Tournee-Gesamtwertung:                                                  | Tournee-Gesamtwertung:   | Tournee-Gesamtwertung:         | Tournee-Gesamtwertung: | Andreas Goldberger                                                           | Noriaki Kasai                                                         | Jaroslav Sakala                                                |
| 16.01.1993                                                              | Harrachov                | Čerťák-Großschanze K120        |                        | Wettkampf abgesagt (Schneemangel)                                            | Wettkampf abgesagt (Schneemangel)                                     | Wettkampf abgesagt (Schneemangel)                              |
| 17.01.1993                                                              | Harrachov                | Čerťák-Großschanze K120        |                        | Wettkampf abgesagt (Schneemangel)                                            | Wettkampf abgesagt (Schneemangel)                                     | Wettkampf abgesagt (Schneemangel)                              |
| 23.01.1993                                                              | Predazzo                 | Trampolino dal Ben K120        |                        | Noriaki Kasai                                                                | Franci Petek                                                          | Yūji Ashimoto                                                  |
| 24.01.1993                                                              | Predazzo                 | Trampolino dal Ben K120        | Team                   | ÖsterreichStefan Horngacher Ernst Vettori Werner Rathmayr Andreas Goldberger | DeutschlandChristof Duffner Gerd Siegmund Dieter Thoma Jens Weißflog  | JapanYūji Ashimoto Akira Higashi Masahiko Harada Noriaki Kasai |
| 30.01.1993                                                              | Bad Mitterndorf/Tauplitz | Kulm K185                      | Skifliegen             | Jaroslav Sakala                                                              | Werner Haim                                                           | Andreas Goldberger                                             |
| 31.01.1993                                                              | Bad Mitterndorf/Tauplitz | Kulm K185                      | Skifliegen             | Jaroslav Sakala                                                              | Didier Mollard                                                        | Andreas Goldberger                                             |
| 19. bis 28. Februar 1993 Nordische Skiweltmeisterschaften 1993 in Falun |                          |                                |                        |                                                                              |                                                                       |                                                                |
| 06.03.1993                                                              | Lahti                    | Salpausselkä-Schanze K90       |                        | Noriaki Kasai                                                                | Jaroslav Sakala                                                       | Jiří Parma                                                     |
| 07.03.1993                                                              | Lahti                    | Salpausselkä-Schanze K114      |                        | Ivan Lunardi                                                                 | Stefan Horngacher                                                     | Espen Bredesen                                                 |
| 11.03.1993                                                              | Lillehammer              | Lysgårdsbakken K120            |                        | Espen Bredesen                                                               | Takanobu Okabe                                                        | Andreas Goldberger                                             |
| 14.03.1993                                                              | Oslo                     | Holmenkollbakken K110          |                        | Espen Bredesen                                                               | Didier Mollard                                                        | Jaroslav Sakala                                                |
| 20.03.1993                                                              | Vikersund                | Vikersundbakken K175           | Skifliegen             | Wettkampf abgesagt (starker Wind)                                            | Wettkampf abgesagt (starker Wind)                                     | Wettkampf abgesagt (starker Wind)                              |
| 21.03.1993                                                              | Vikersund                | Vikersundbakken K175           | Skifliegen             | Wettkampf abgesagt (starker Wind)                                            | Wettkampf abgesagt (starker Wind)                                     | Wettkampf abgesagt (starker Wind)                              |
| 27.03.1993                                                              | Planica                  | Bloudkova Velikanka K120       | Team                   | JapanTakanobu Okabe Naoki Yasuzaki Masahiko Harada Noriaki Kasai             | NorwegenRoar Ljøkelsøy Bjørn Myrbakken Helge Brendryen Espen Bredesen | SlowenienRobert Meglič Matjaž Zupan Urban Franc Samo Gostiša   |
| 28.03.1993                                                              | Planica                  | Bloudkova Velikanka K120       |                        | Espen Bredesen                                                               | Andreas Goldberger                                                    | Christof Duffner                                               |

### Wertungen
| Rang | Name               | Punkte |
| ---- | ------------------ | ------ |
| 1.   | Andreas Goldberger | 206    |
| 2.   | Jaroslav Sakala    | 185    |
| 3.   | Noriaki Kasai      | 172    |
| 4.   | Werner Rathmayr    | 171    |
| 5.   | Espen Bredesen     | 151    |
| 6.   | Christof Duffner   | 121    |
| 7.   | Didier Mollard     | 114    |
| 8.   | Stefan Horngacher  | 78     |
| 9.   | Werner Haim        | 71     |
| 10.  | Bjørn Myrbakken    | 63     |
| 11.  | Jens Weißflog      | 61     |
| 12.  | Steve Delaup       | 59     |
| 13.  | Martin Höllwarth   | 55     |
| 13.  | Lasse Ottesen      | 55     |
| 15.  | Vesa Hakala        | 47     |
| 16.  | Masahiko Harada    | 46     |
| 17.  | Jiří Parma         | 45     |
| 18.  | Ivan Lunardi       | 40     |
| 19.  | Heinz Kuttin       | 39     |
| 20.  | Akira Higashi      | 37     |
| 21.  | Franci Petek       | 35     |
| 22.  | Urban Franc        | 33     |

| Rang | Name                 | Punkte |
| ---- | -------------------- | ------ |
| 23.  | Ernst Vettori        | 30     |
| 24.  | Takanobu Okabe       | 29     |
| 25.  | Matjaž Zupan         | 28     |
| 26.  | Mikael Martinsson    | 27     |
| 27.  | Nicolas Jean-Prost   | 26     |
| 28.  | Stephan Zünd         | 25     |
| 29.  | Øyvind Berg          | 24     |
| 30.  | Naoki Yasuzaki       | 21     |
| 31.  | Christian Reinthaler | 20     |
| 32.  | Jin’ya Nishikata     | 19     |
|      | Yūji Ashimoto        | 19     |
| 34.  | Dionis Vodnev        | 15     |
| 35.  | Helge Brendryen      | 14     |
|      | Christian Moser      | 14     |
| 37.  | František Jež        | 13     |
| 38.  | Jérôme Gay           | 12     |
| 39.  | Roberto Cecon        | 11     |
|      | Jani Soininen        | 11     |
|      | Tomáš Goder          | 11     |
| 42.  | Dieter Thoma         | 10     |
|      | Andreas Scherer      | 10     |
|      | Martin Trunz         | 10     |

| Rang | Name               | Punkte |
| ---- | ------------------ | ------ |
| 45.  | Matjaž Kladnik     | 8      |
| 46.  | Bruno Reuteler     | 7      |
|      | Sašo Komovec       | 7      |
|      | Robert Meglič      | 7      |
|      | Martin Švagerko    | 7      |
| 50.  | Janne Ahonen       | 5      |
|      | Jens Deimel        | 5      |
|      | Toni Nieminen      | 5      |
| 53.  | Roar Ljøkelsøy     | 4      |
| 54.  | Samo Gostiša       | 2      |
|      | Alexander Pointner | 2      |
|      | Timo Wangler       | 2      |
|      | Werner Schuster    | 2      |
|      | Alexander Diess    | 2      |
| 59.  | Gerd Siegmund      | 1      |
|      | Michail Jessin     | 1      |
|      | Hitoshi Sakurai    | 1      |
|      | Marián Bielčik     | 1      |
|      | Janne Väätäinen    | 1      |
|      | Ladislav Dluhoš    | 1      |
|      | Olli Happonen      | 1      |
|      | Alexander Stöckl   | 1      |

| Rang | Name                 | Punkte |
| ---- | -------------------- | ------ |
| 1.   | Jaroslav Sakala      | 50     |
| 2.   | Didier Mollard       | 31     |
| 3.   | Andreas Goldberger   | 30     |
| 4.   | Werner Haim          | 27     |
| 5.   | Espen Bredesen       | 22     |
| 6.   | Werner Rathmayr      | 20     |
| 7.   | Christian Reinthaler | 15     |
| 8.   | Lasse Ottesen        | 14     |
|      | Helge Brendryen      | 14     |
| 10.  | Christof Duffner     | 12     |
|      | Bjørn Myrbakkenn     | 12     |
|      | Jérôme Gay           | 12     |
| 13.  | Nicolas Jean-Prost   | 5      |
| 14.  | Stefan Horngacher    | 4      |
| 15.  | Tomáš Goder          | 3      |

| Rang | Land                              | Punkte |
| ---- | --------------------------------- | ------ |
| 1.   | Österreich                        | 781    |
| 2.   | Japan                             | 444    |
| 3.   | Norwegen                          | 375    |
| 4.   | Tschechien (mit Tschechoslowakei) | 299    |
| 5.   | Deutschland                       | 280    |
| 6.   | Frankreich                        | 246    |
| 7.   | Slowenien                         | 171    |
| 8.   | Finnland                          | 96     |
| 9.   | Italien                           | 73     |
| 10.  | Schweiz                           | 64     |
| 11.  | Schweden                          | 53     |
| 12.  | Polen                             | 17     |
| 13.  | Kasachstan                        | 15     |
| 14.  | Vereinigte Staaten                | 9      |
| 15.  | Slowakei                          | 8      |
| 16.  | Russland                          | 1      |